# Agneta och havsmannen

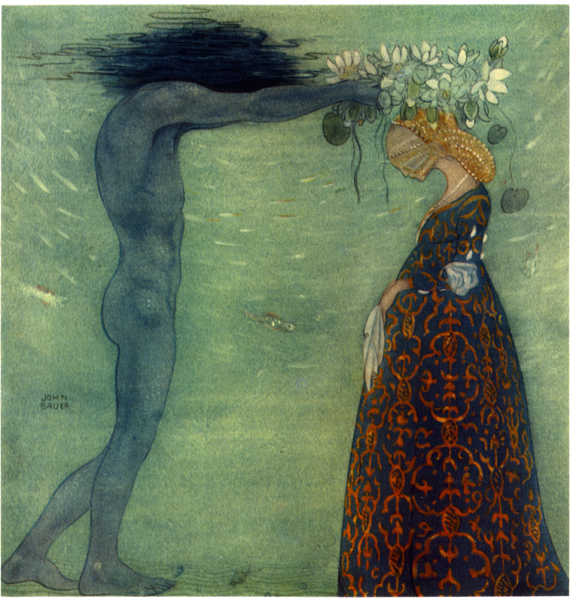
Sjökungens drottning (1911) av John Bauer. Konstverket publicerades i Bland tomtar och troll som en illustration till Helena Nybloms saga Agneta och Sjökungen. Sagan bygger på balladens handling.

Agneta och havsmannen (klassifikation: SMB 19, TSB A 47) är en naturmytisk balladtyp som finns upptecknad i Sveriges Medeltida Ballader i 46 svenska varianter (varav en är finlandssvensk) från 1840-talet och framåt. Tio av varianterna består av eller är försedda med melodier. Balladtypen finns också på danska (Agnete og havmanden, DgF 38) och norska.

## Handling
Agneta (eller till exempel Helena eller Antoinetta) förförs av en havsman (eller sjögud eller 'lejonman'), och får med honom ett stort antal barn. Hon tillåts besöka hemmet eller en kyrka. I vissa varianter fortsätter berättelsen med att Agneta med hjälp av någon kyrklig ceremoni tappar intresset för att återvända till sina barn och havsmannen. I vissa varianter har Agneta (bland annat) fått en harpa i gåva av havsmannen; och när hon spelar på den, så kommer han till henne. I några av de senare varianterna hämtar han 'hem' henne med våld; i andra vädjar han, men hon vägrar följa med.
Ett sidomotiv i ett par varianter är att helgonbilderna vänder sig om, när havsmannen kommer till kyrkan. Ett par varianter avslutas med att havsmannen klagar sin nöd, därför att han har mist sin älskade, eller därför att han inte vet hur han skall få hjälp med att ta hand om barnen.

## Bearbetningar
Helena Nybloms saga Agneta och Sjökungen bygger på balladen. Nyblom införde några mindre ändringar av handlingen för att justera det moraliska budskapet av berättelsen. Sagan publicerades i Bland tomtar och troll 1911 med illustrationer av John Bauer (se bild).